# Тенере

Розташування Тенере

Тенере (бербер.: Tiniri, англ. Ténéré) — піщана пустеля на півдні центральної Сахари, розташована в західній частині Чаду та північно-східній частині Нігеру. Займає територію площею 400 000 км². Межами пустелі є гори Аїр на заході, Ахаггар на півночі, плато Джадо на північному сході, масив Тібесті на сході, та Чадська улоговина на півдні.
Пустеля стала відома світові після того, як літак McDonnell Douglas DC-10 авіакомпанії Union de Transports Aériens (UTA) вибухнув над цією пустелею, а саме над територією Нігеру. Вибухнув він через те, що на борту була бомба, яка повністю зруйнувала літак у повітрі. Заклали бомбу на борт літака заступник начальника лівійської розвідки і його п‘ять підлеглих у відповідь на військову допомогу Франції (авіакомпанія французька) Чаду під час лівійсько-чадського конфлікту. Загинули всі 170 осіб, що знаходилися на борту літака.

## Назва
Назва Тенере походить з мови тамашек (берберські мови), і означає пустеля, подібно до того, як арабське слово на позначення пустелі, Сахара, означає регіон в цілому.

## Природні умови
Тенере — посушливий та дуже спекотний регіон. Температури влітку можуть досягати 42 °C, при цьому річна норма опадів всього 25 мм. У деяких місцях дощів не буває по 30 років. Воду знайти важко, навіть під землею, і криниці розташовані одна від одної на відстані у сотні кілометрів.
Рослинність в пустелі практично відсутня. Окрему увагу дослідників привернула поодинока акація, яка була єдиним деревом у радіусі 400 км. Тваринний світ теж надзвичайно бідний.

## Населення
Пустеля Тенере вкрай мало заселена. У районі Більми добувають кам'яну сіль. Основне населення пустелі — кочівники туареги.

## Галерея

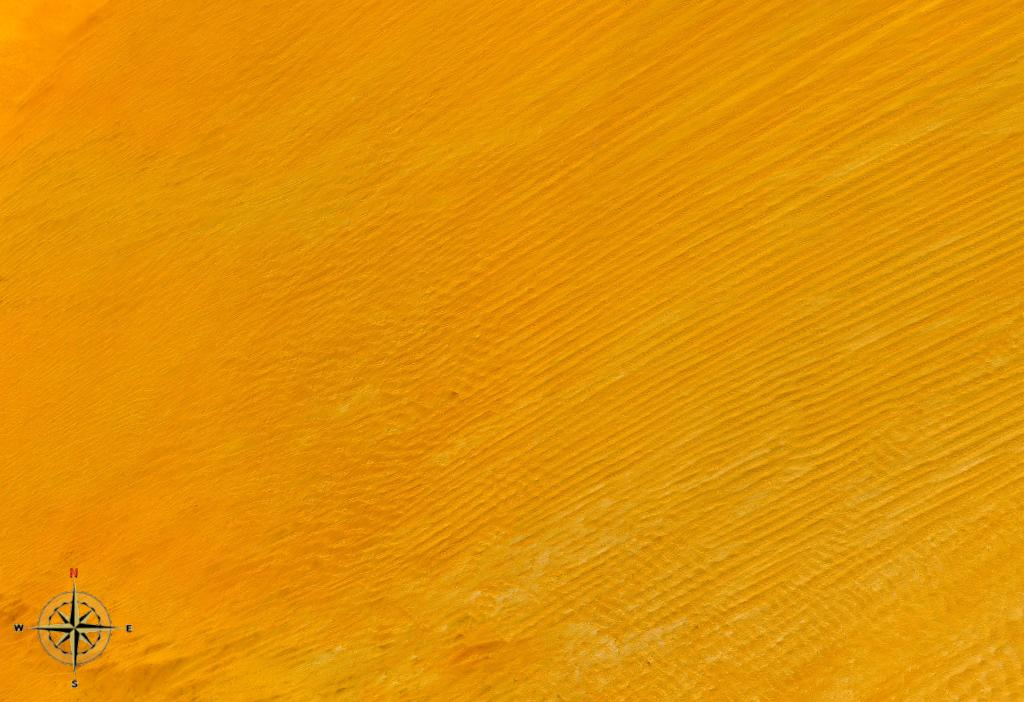
Пустеля Тенере на супутниковому знімку НАСА
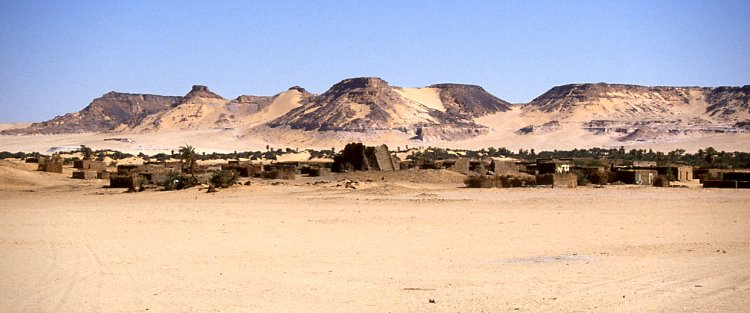
Сегедін
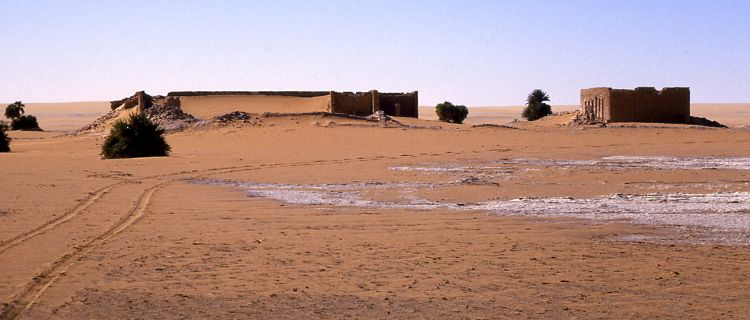
Агадем
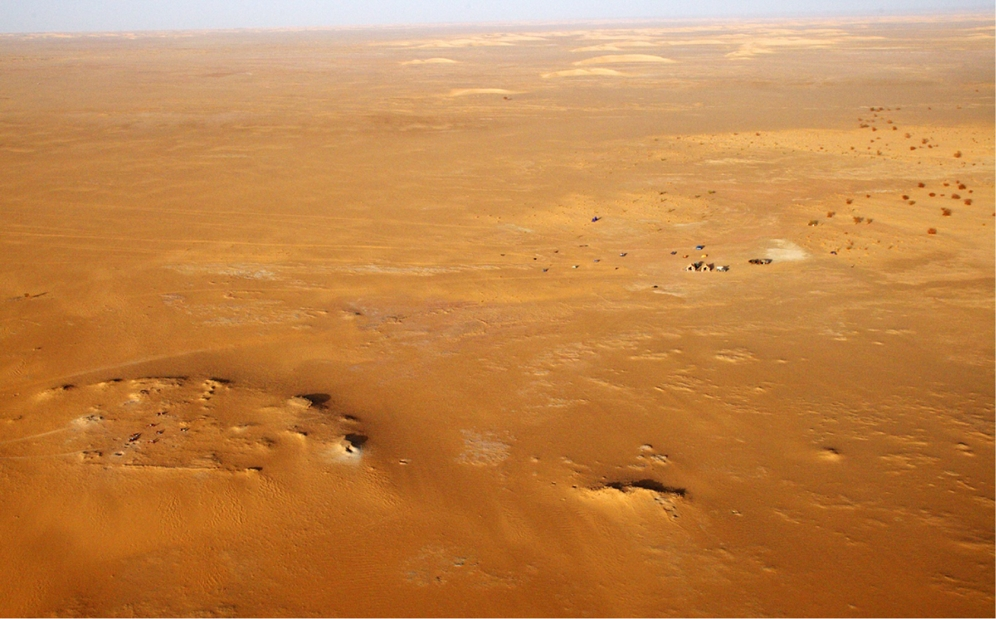
Гоберо
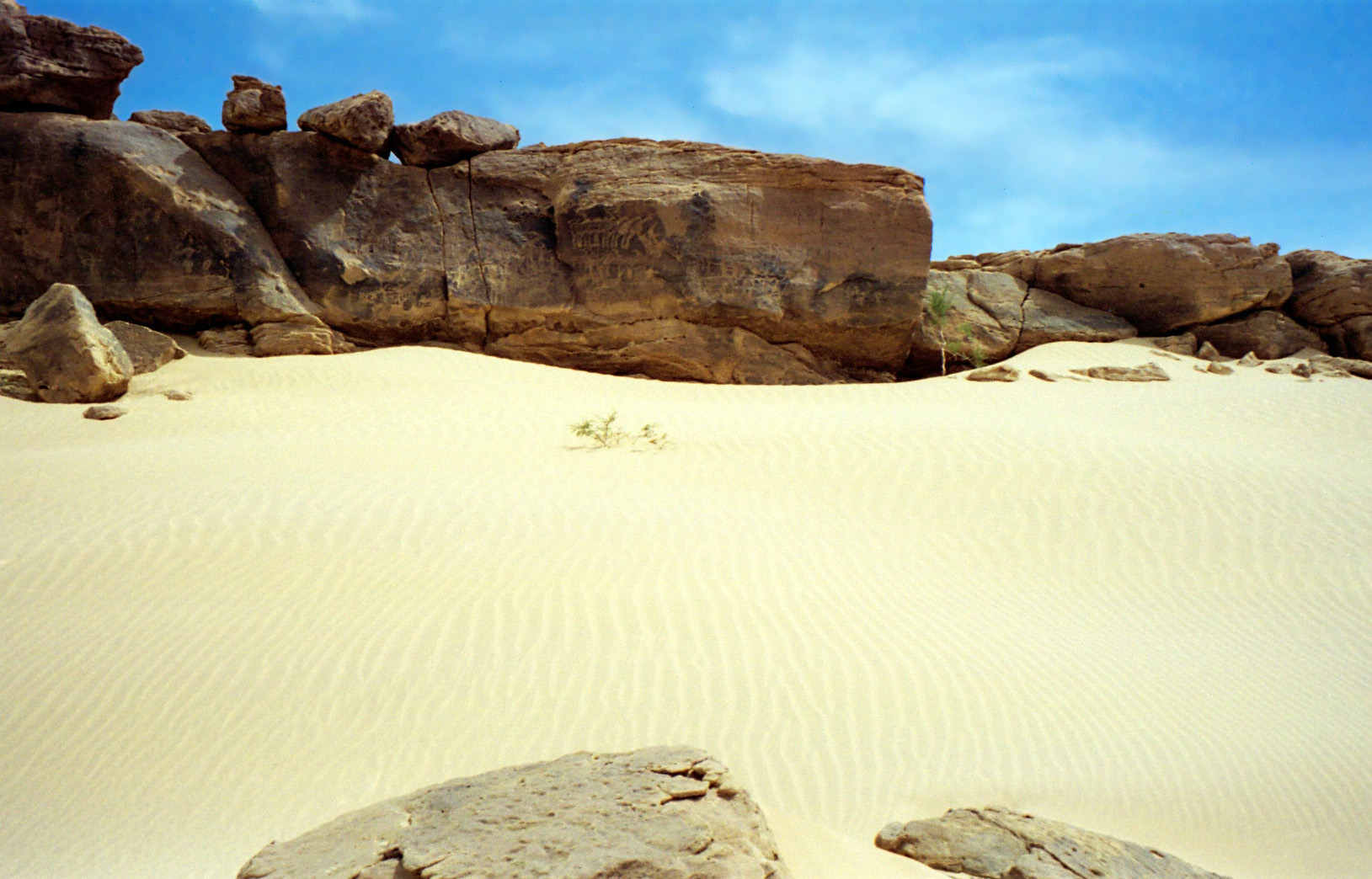
Доісторичні петрогліфи біля Тігідіта.